# Woudrichem (plaats)
Woudrichem (uitspraak: Wou-DRIE-chèm, met een è als in 'elf', of als in het Brabants: Woerkem of Woerkum) is een oude vestingstad aan de Merwede in de provincie Noord-Brabant in het Land van Heusden en Altena, in de gemeente Altena. Woudrichem telt  4.655 inwoners (per 1 januari 2023). Het was ook een zelfstandige gemeente, voordat deze opging in de gemeente Altena.

## Ligging en onderdelen
Woudrichem ligt in het noorden van het Land van Altena aan de monding van de Afgedamde Maas in de Waal. Die twee rivieren stromen daarna samen verder als de Boven-Merwede. Deze samenvloeiing is ook het ‘drieprovinciënpunt’ waar de grenzen tussen de provincies Zuid-Holland, Noord-Brabant en Gelderland bij elkaar komen.
De Afgedamde Maas ligt aan de oostkant van het stadje, met aan de overzijde het Slot Loevestein, in de buurgemeente Zaltbommel. De Boven-Merwede stroomt aan de noordkant langs Woudrichem. Aan de overkant ligt Gorinchem, de grootste stad in de omgeving.
Binnen de gemeente Altena, aan de linkeroever van de rivieren, ligt Woudrichem tussen Sleeuwijk en Rijswijk. Andere nabijgelegen dorpen zijn Giessen en Almkerk en iets verder weg Nieuwendijk en Werkendam.
De stad Woudrichem bestaat uit twee delen: de oude vesting in het noorden (‘Woudrichem binnen de vesting’) en de buitenwijk ten zuidwesten daarvan (‘Woudrichem buiten de vesting’). Dat nieuwere deel is een stuk groter en er wonen meer mensen. Samen wonen in deze delen ongeveer 4200 mensen op zo’n 1,3 km².
Postaal en voor de statistische indeling van Nederland worden ook de buurtschap Oudendijk en het buitengebied aan de west- en zuidkant tot de woonplaats Woudrichem gerekend. Begin 2023 was het aantal inwoners van het totale gebied 4.655 op een oppervlakte van ongeveer 7,6 km². Na de gemeentelijke herindeling in 2019 zijn de grenzen van de statistische deelgebieden van de woonplaats Woudrichem iets veranderd. Het noordelijke deel van de nieuwere woonwijk is met de vesting samengevoegd tot ‘Woudrichem-Noord’, terwijl de totale oppervlakte inclusief buitengebieden iets kleiner werd (van 7,68 km² naar 7,55 km²).

## Naamgeving
Er zijn meerdere verklaringen voor de oorsprong van de plaatsnaam Woudrichem. De eerste en meest waarschijnlijke uitleg stelt dat de plaatsnaam afkomstig is van wald en heim, en duidt op een bosrijke omgeving. Een tweede uitleg is dat ene Heer Waldrik een huis oprichtte aan de oever van de Waal. Door de tijd heen werd Woudrichem verschillend uitgesproken en geschreven. Een aantal varianten is aangebracht op de gevel van een pand aan de Kerkstraat in Woudrichem. Een aantal varianten volgt hier:
- ca. 866 UUalricheshem[3]
- ca. 1000 Walderinghem
- 1178 Waldrichem
- 1230 Woudrichemerward
- 1241 Wodrinheim / Wodrincheym / Wodrinchem
- 1465 Woldrichem
- 1476 Woerchem
- 1500 Worrynckhem / Worrynhem
- 1536 Worcum / Worcom
- 1600 Worichem
- 1724 Wornichem

In de streek zegt men nu meestal Woerkum of Woerkem, net zoals Gorinchem wordt uitgesproken als Gorkum.

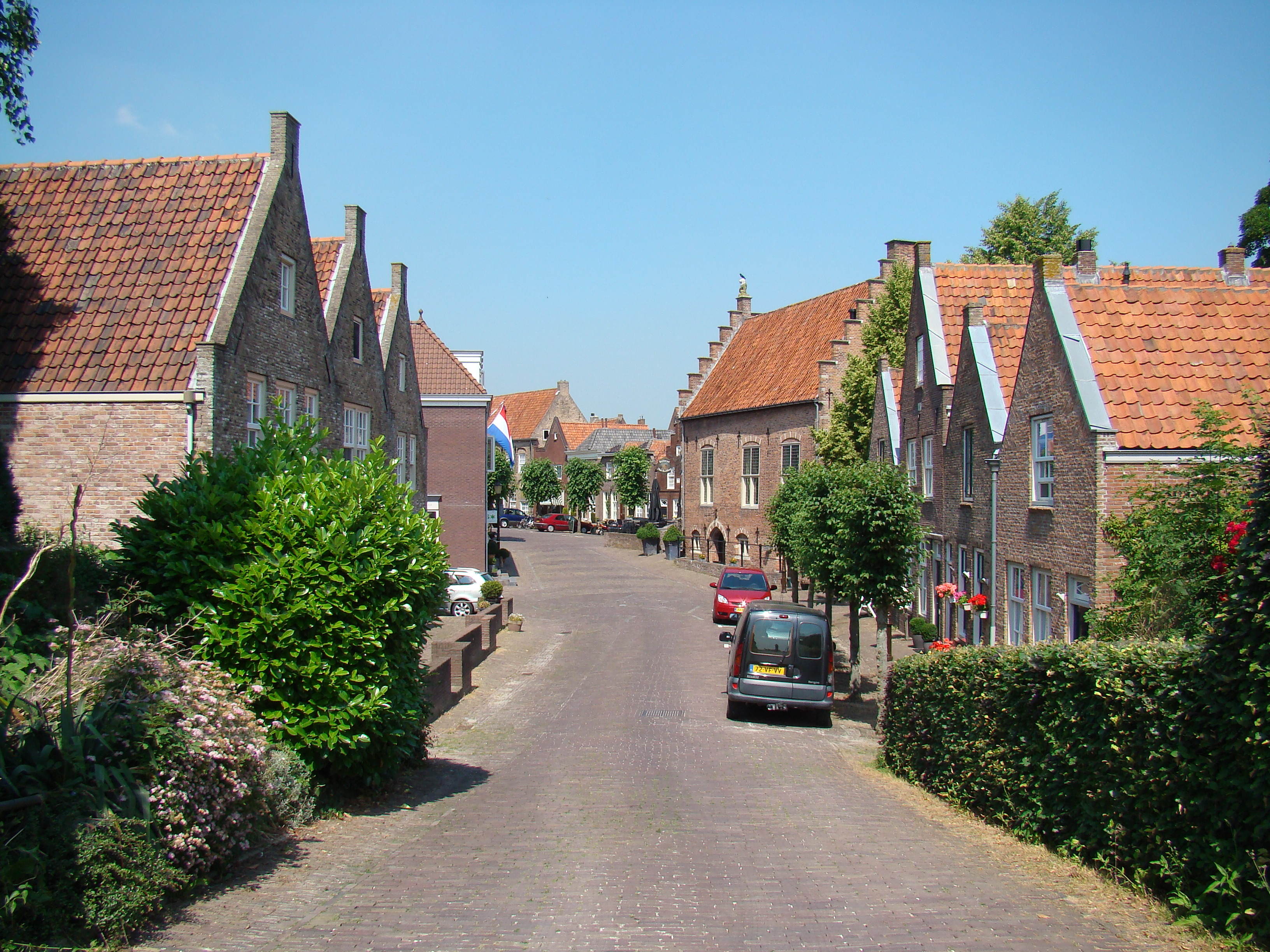
Woudrichem
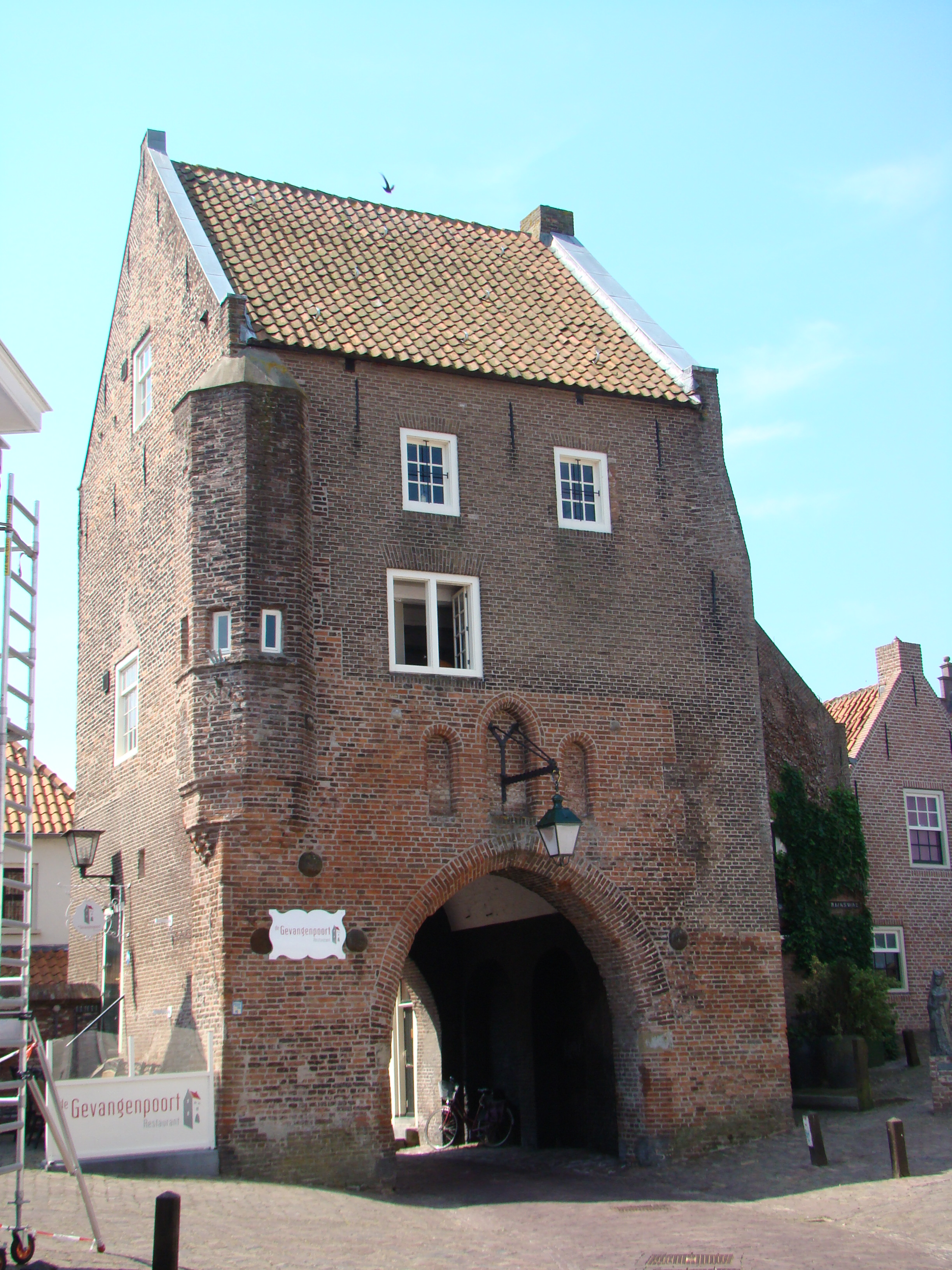
Gevangenpoort
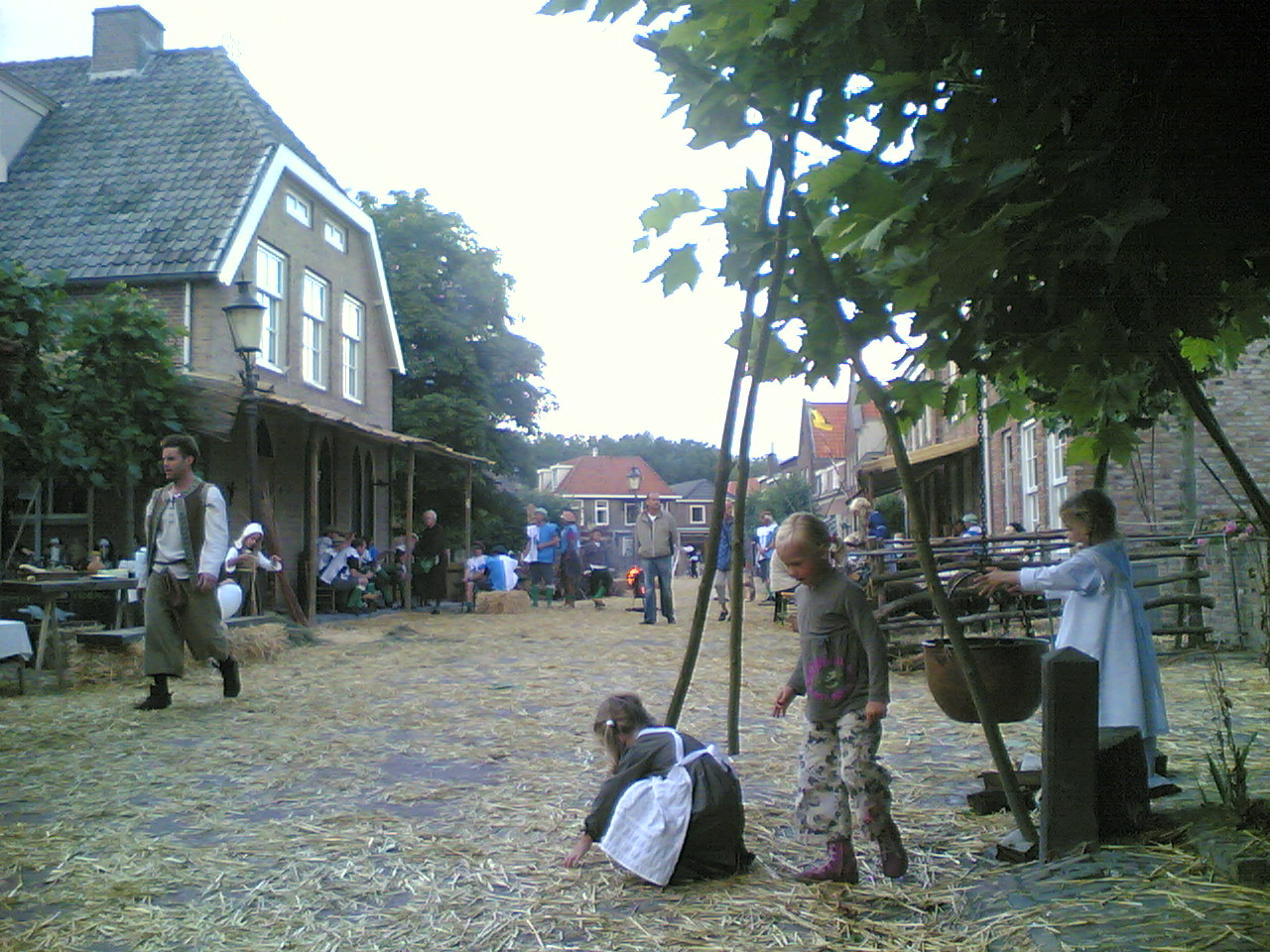
Viering "650 jaar stadsrechten", 27 augustus 2006
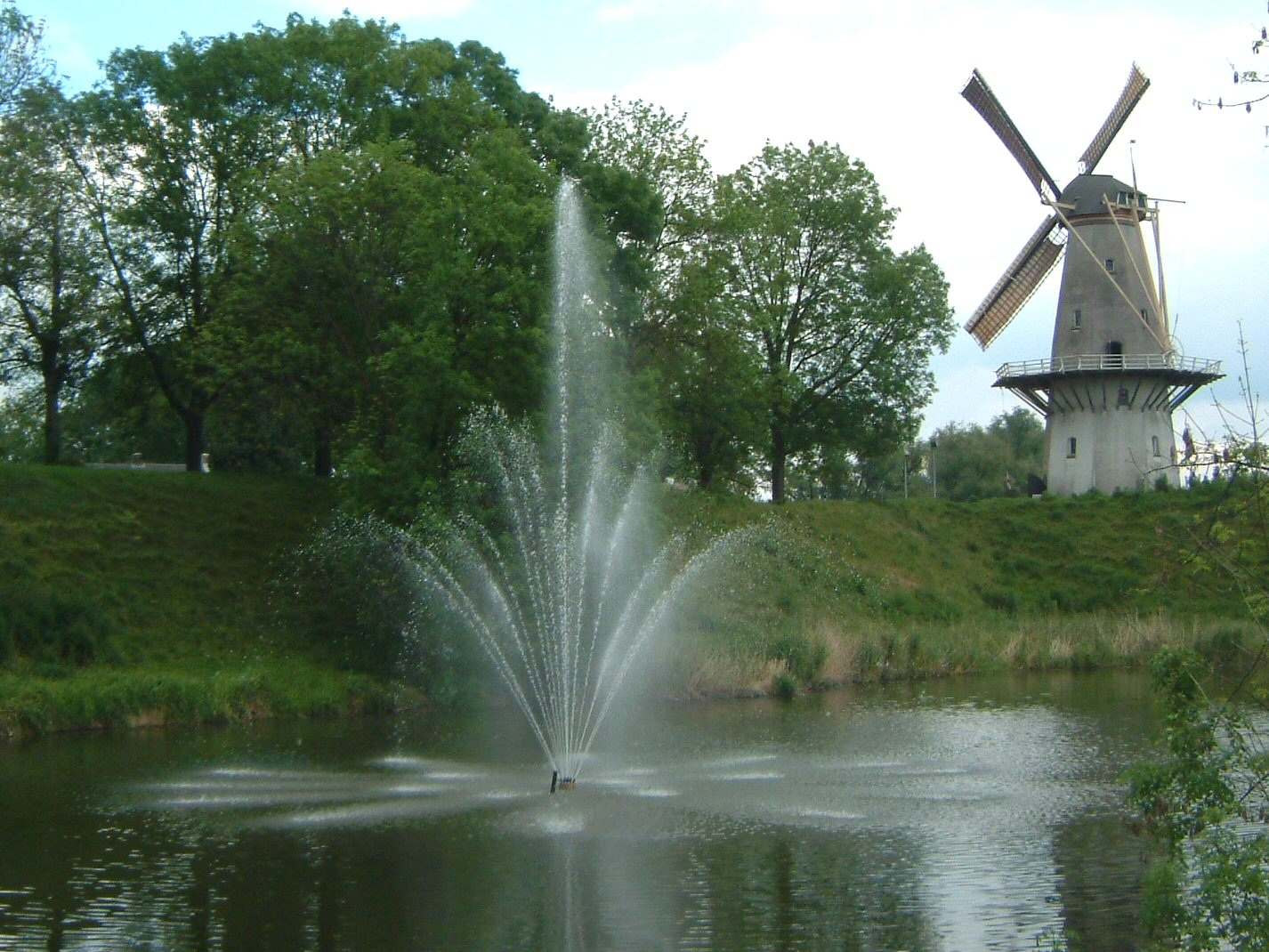
Een fontein in de vestinggracht nabij de molen Nooit Gedagt in mei 2007
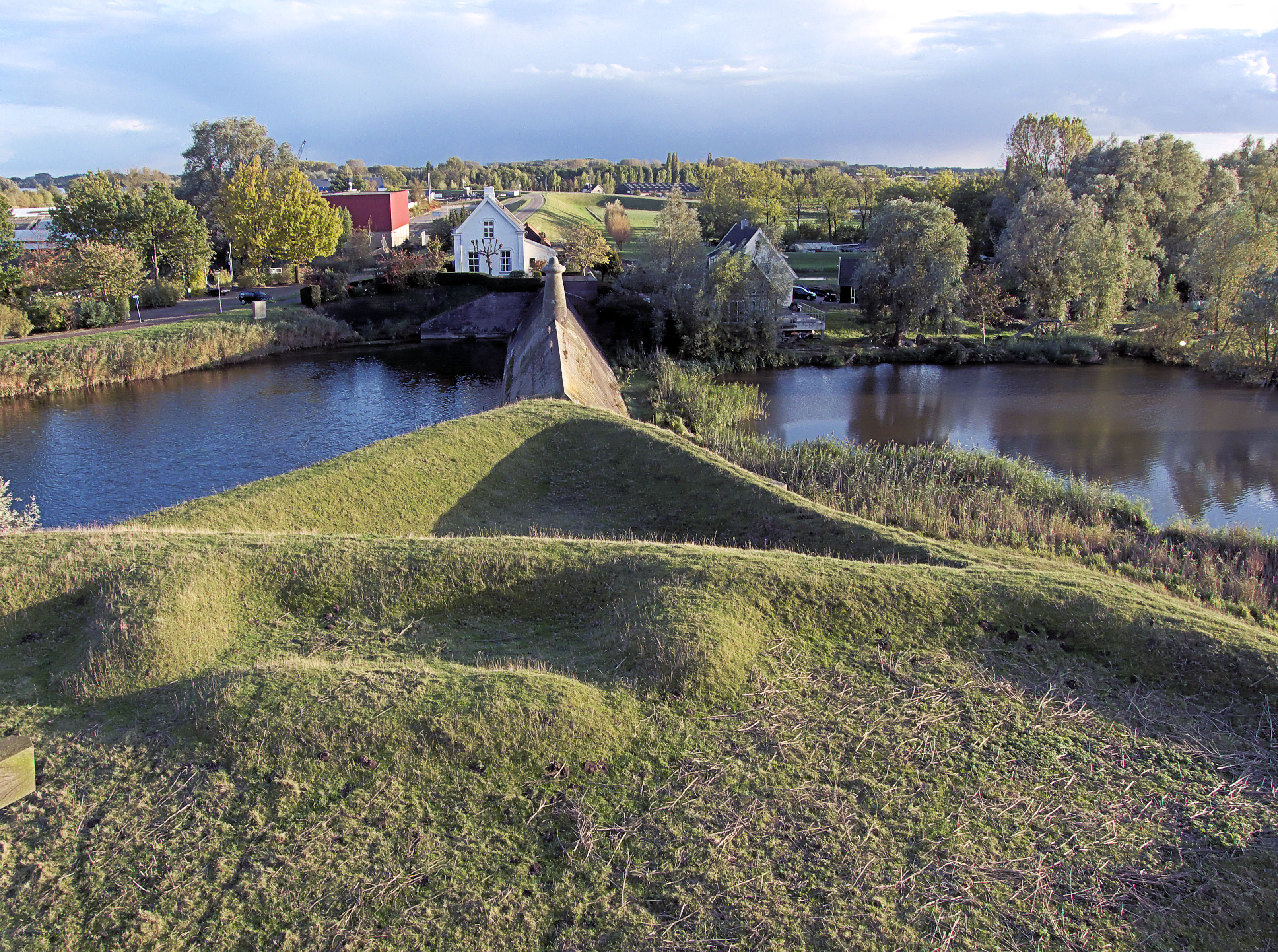
Vestingwerken
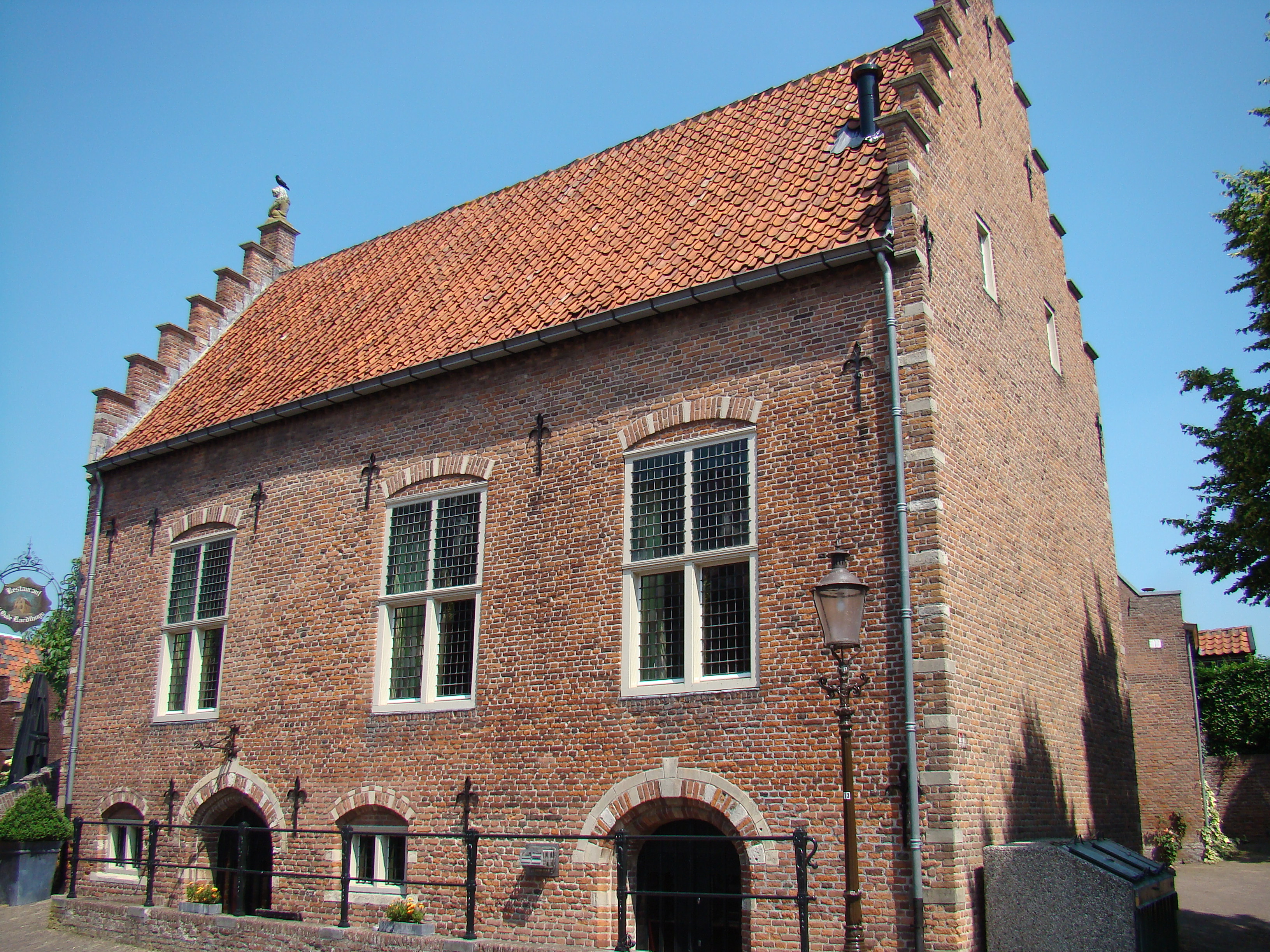
Oude stadhuis
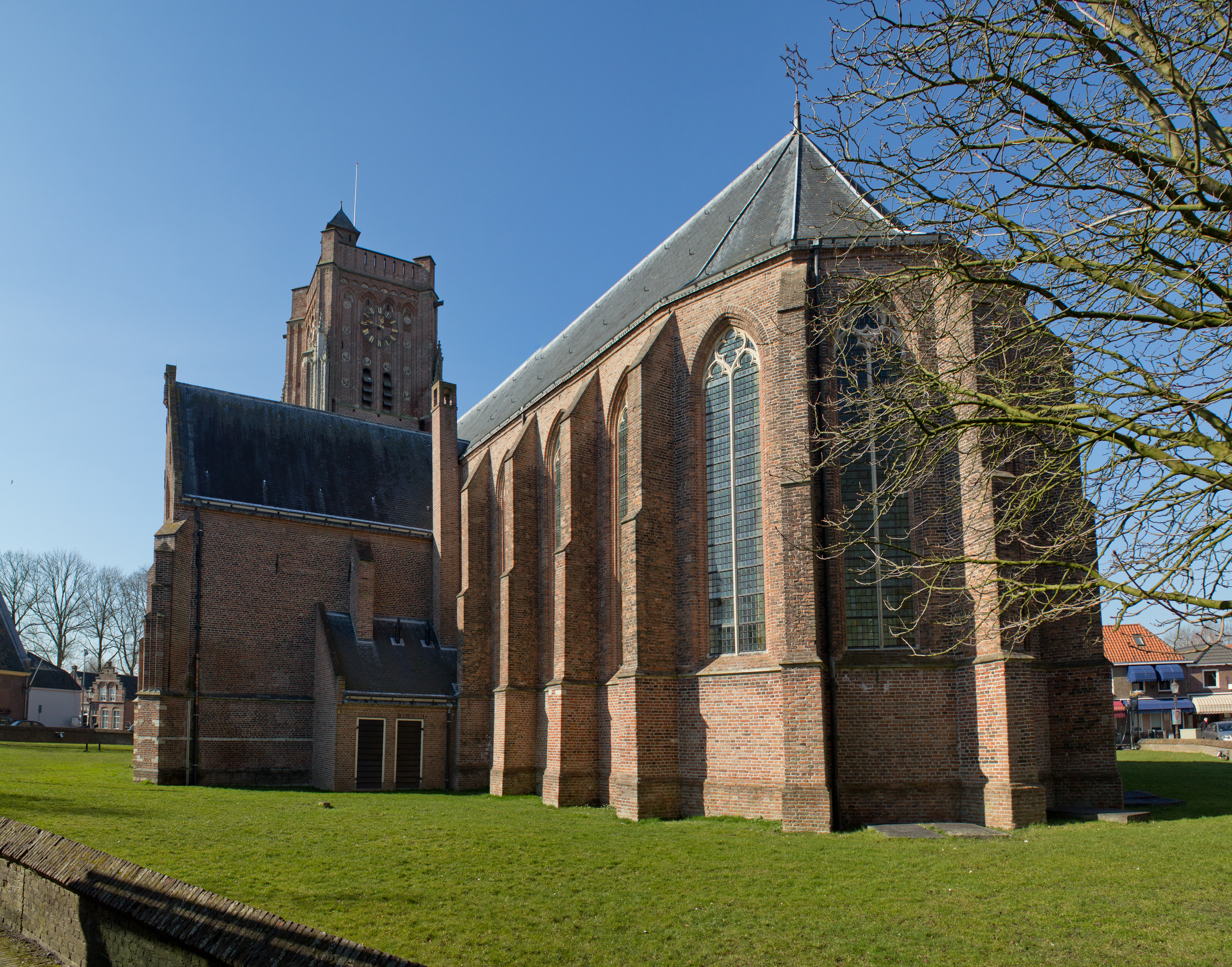
Sint-Martinuskerk
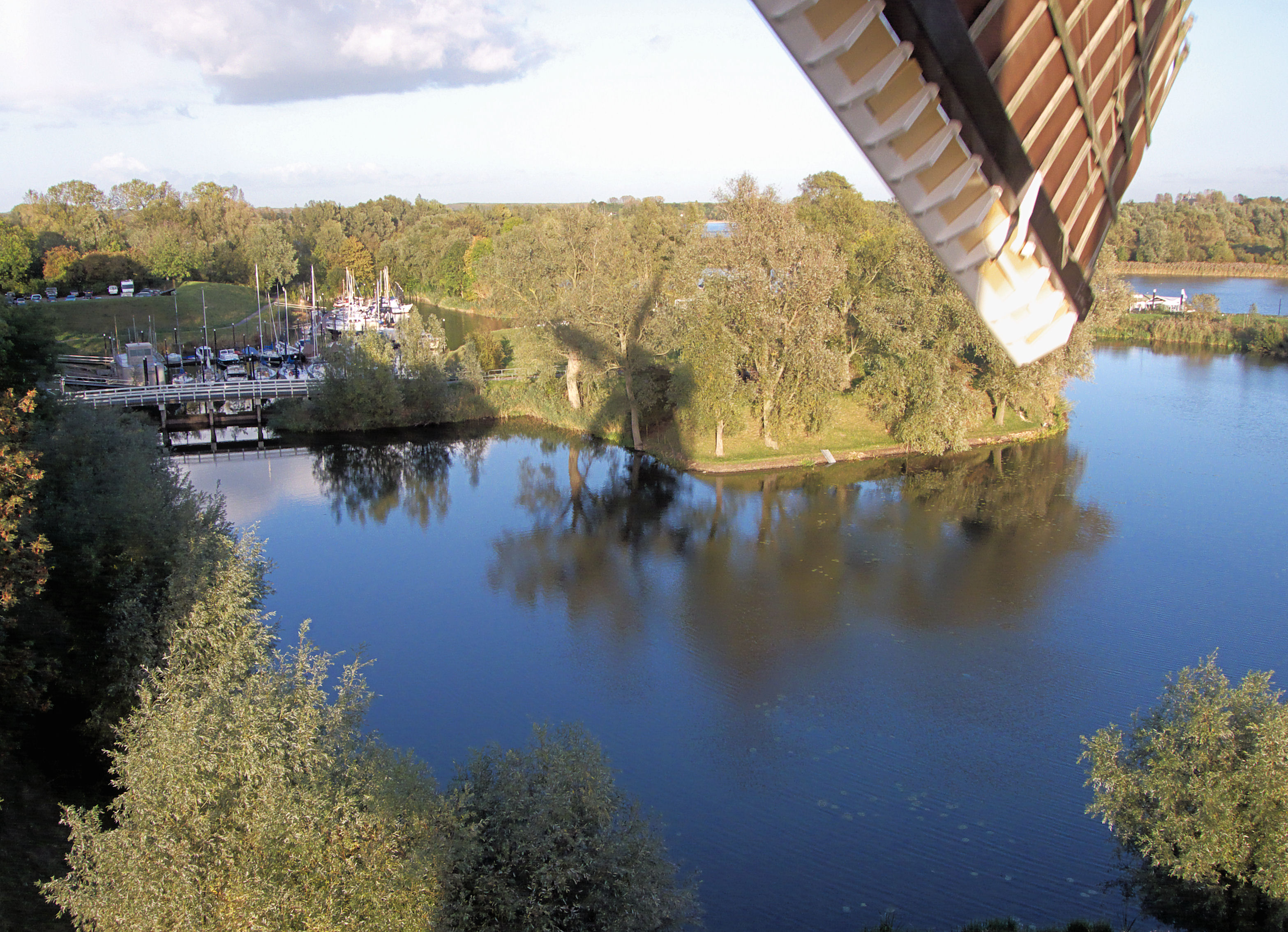
Jachthaven

## Geschiedenis

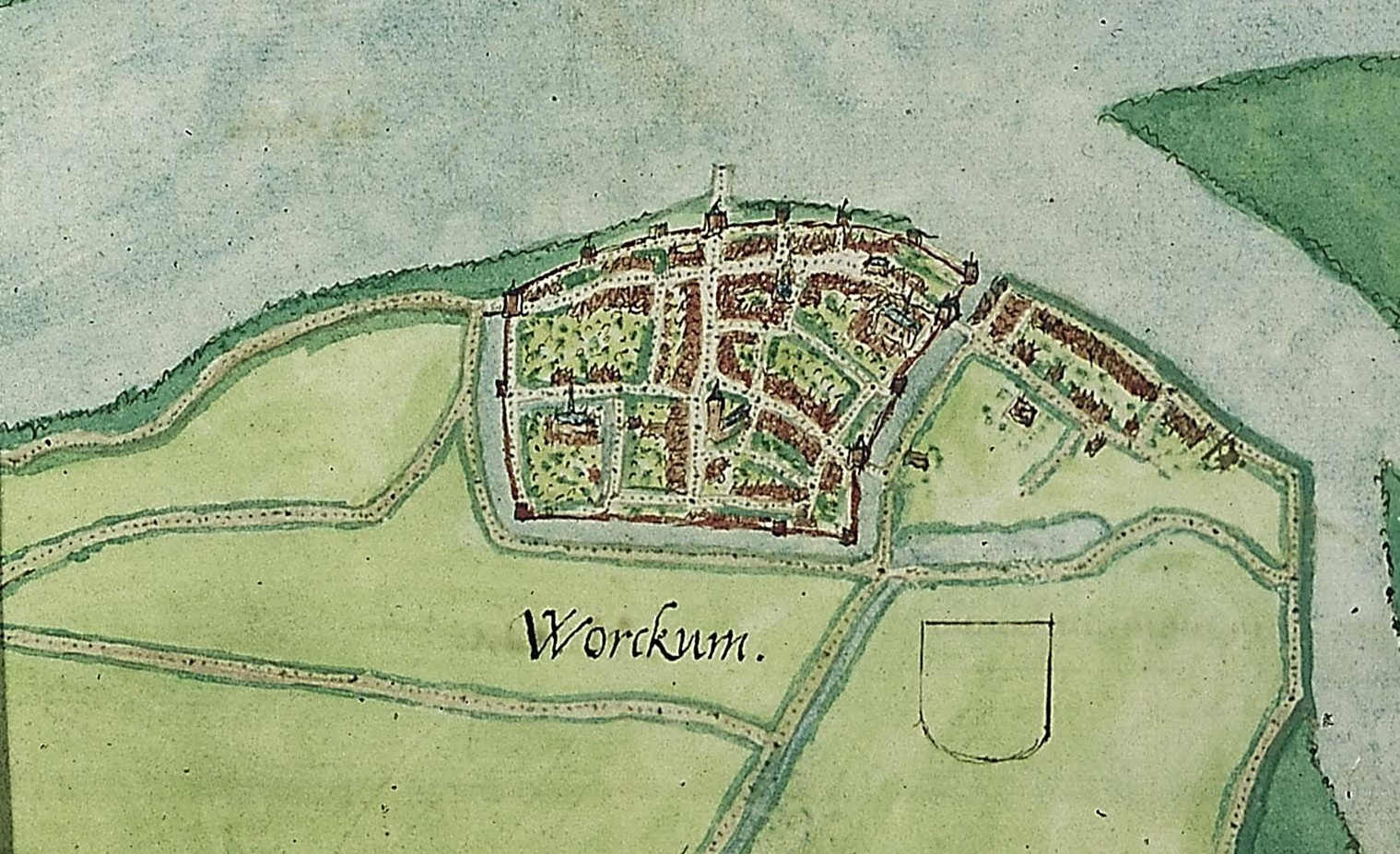
Oudst bekende stadskaart

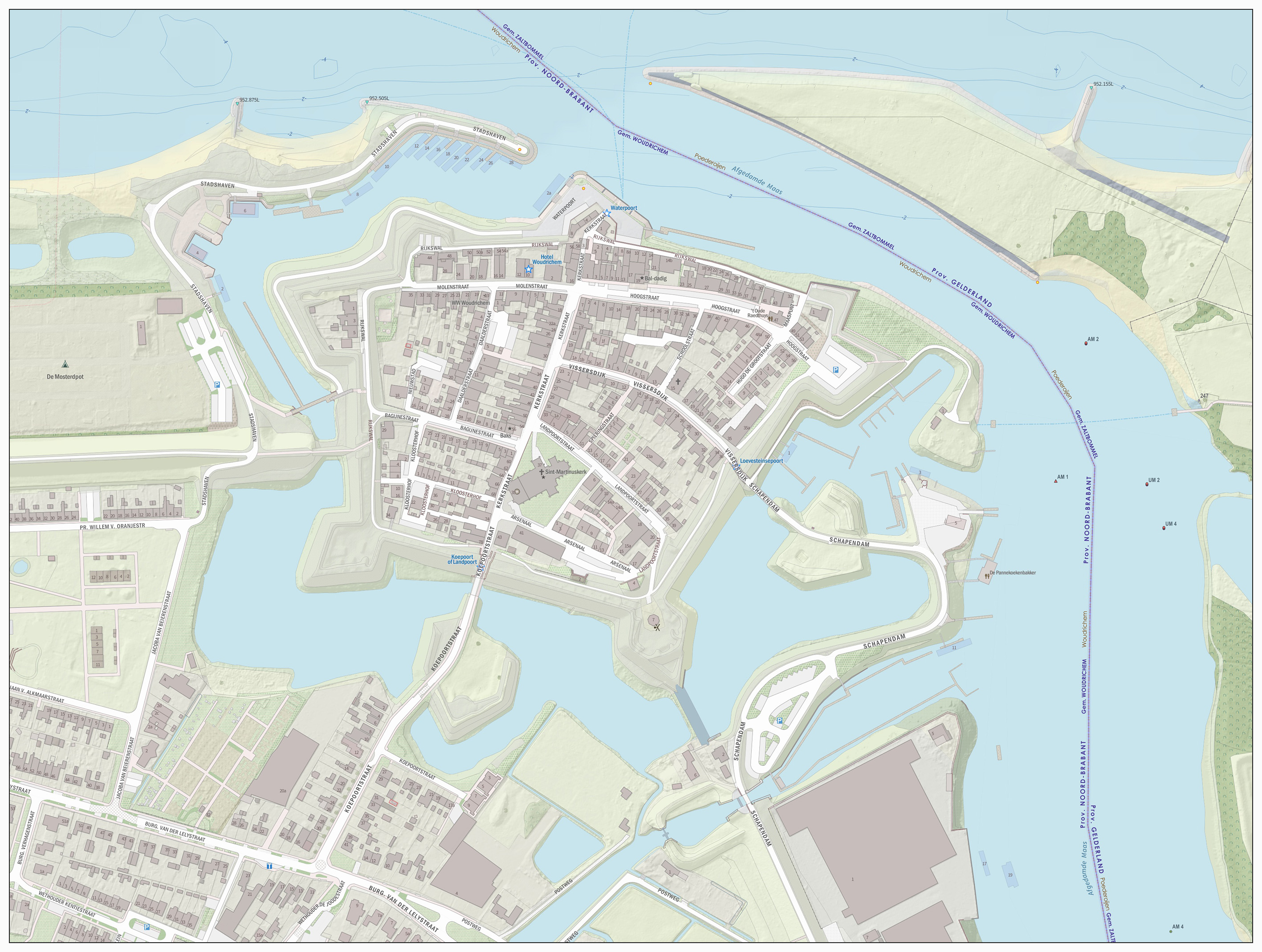
Kaart van het oude centrum van Woudrichem, met vestinggracht

Woudrichem is ontstaan in de negende eeuw. Op een oeverwal, waar zich nu de Hoogstraat en de Molenstraat bevinden, ontstond een marktplaats. Rond het jaar 1000 verscheen, merendeels ten noorden van de Alm, een aantal nederzettingen die op Woudrichem waren gericht. De Maas stroomde aanvankelijk niet langs Woudrichem. De hoofdstroom van deze rivier stroomde eerst ongeveer door de bedding van de huidige Bergsche Maas, later was de Alm de hoofdstroom, en nog later de huidige Afgedamde Maas, tot in 1904 de Bergsche Maas werd gegraven.
Woudrichem lag strategisch aan de samenvloeiing van Maas en Waal in de invloedssfeer van zowel het Hertogdom Brabant, Gelre en het Graafschap Holland. In 1322 werd het Land van Altena bij het Graafschap Holland gevoegd om pas in 1815 bij de nieuw gevormde provincie Noord-Brabant te worden ingedeeld.
In de veertiende eeuw was de stad zo uitgegroeid, dat de Heer van Altena, Willem VII van Horne, in 1356 stadsrechten verleende aan Woudrichem. De graaf van Holland verplaatste in hetzelfde jaar de grafelijke riviertol van Niemandsvriend, gelegen in Sliedrecht, naar Woudrichem. Hierdoor en door andere voorrechten, zoals het visrecht uit 1362 – verleend door Dirk Loef van Horne, bouwer van Slot Loevestein – kwam de plaats tot bloei.
In deze tijd werd ook de Martinuskerk gebouwd. In 1386 begon men met de bouw van de stadsmuur. Het was in dit jaar dat de Graaf van Holland het Land van Altena naar zich toetrok. Onderhandelingen tussen Jan IV van Brabant en Jan VI van Beieren leidden tot de Zoen van Woudrichem (1419). Hierna begon de economie te tanen, toen in 1420 de tol naar Gorinchem werd overgebracht en in 1421 de Sint-Elisabethvloed huishield. De situatie verslechterde verder, mede door militaire activiteiten.
Door de strategische ligging werd Woudrichem regelmatig belegerd. Zo werd de stad in 1405 door de Arkelsen overvallen en door de Geldersen in 1511. In 1572 koos Woudrichem de zijde van Willem van Oranje. In 1573 vonden de Geuzen dat de stad onverdedigbaar was en staken deze in brand. De enige directe bron van dit feit is de kroniek van een kloosterzuster, die schrijft:""Item opten jaersdach soe hebben sy Worcom affgebrant ende oock die cloester en hebbender soe menygen armen bedruecten mensche gemaect die niet wisten waer te blijven dan in den couden sneeu te sitten, wantet seer hooch van sneeu lach. Ende het was eenen seer couden wijnter, die vroech heeft bestaen en
laet hadt gedaen."
Tussen 1583 en 1588 werd een vestinggordel gebouwd rond de stad, die echter een kleiner oppervlak omsloot dan de voormalige stadsmuur. De vesting werd ontworpen door Adriaen Antonisz. van Alkmaar. Met hulp van omliggende steden vond wederopbouw van het stadje plaats. Niettemin bleef de economische situatie slecht en in 1700 kreeg Woudrichem daarom vrijstelling van belastingen.
In 1814 werd Woudrichem opgenomen in de Nieuwe Hollandse Waterlinie. In de omgeving van de stad mocht voortaan niet meer gebouwd worden en in 1815 werd in de dijk een sluis gebouwd waardoor het omliggende land zou kunnen worden geïnundeerd. Pas in 1926 werden de bepalingen versoepeld en eerst in 1955 werd de vesting opgeheven. Dit schiep de mogelijkheid om woonwijken buiten de vestingwallen aan te leggen. Vanaf 1971 is de historische stadskern gerestaureerd. Dit centrum is geklasseerd als beschermd stadsgezicht.
In 2006 vierde Woudrichem "650 jaar stadsrechten". In de vesting werden onder meer in een weekend in augustus door bewoners die verkleed gingen allerlei taferelen uit de afgelopen eeuwen uitgevoerd.
Tot januari 2019 was het de hoofdplaats van de gelijknamige gemeente.

## Bezienswaardigheden

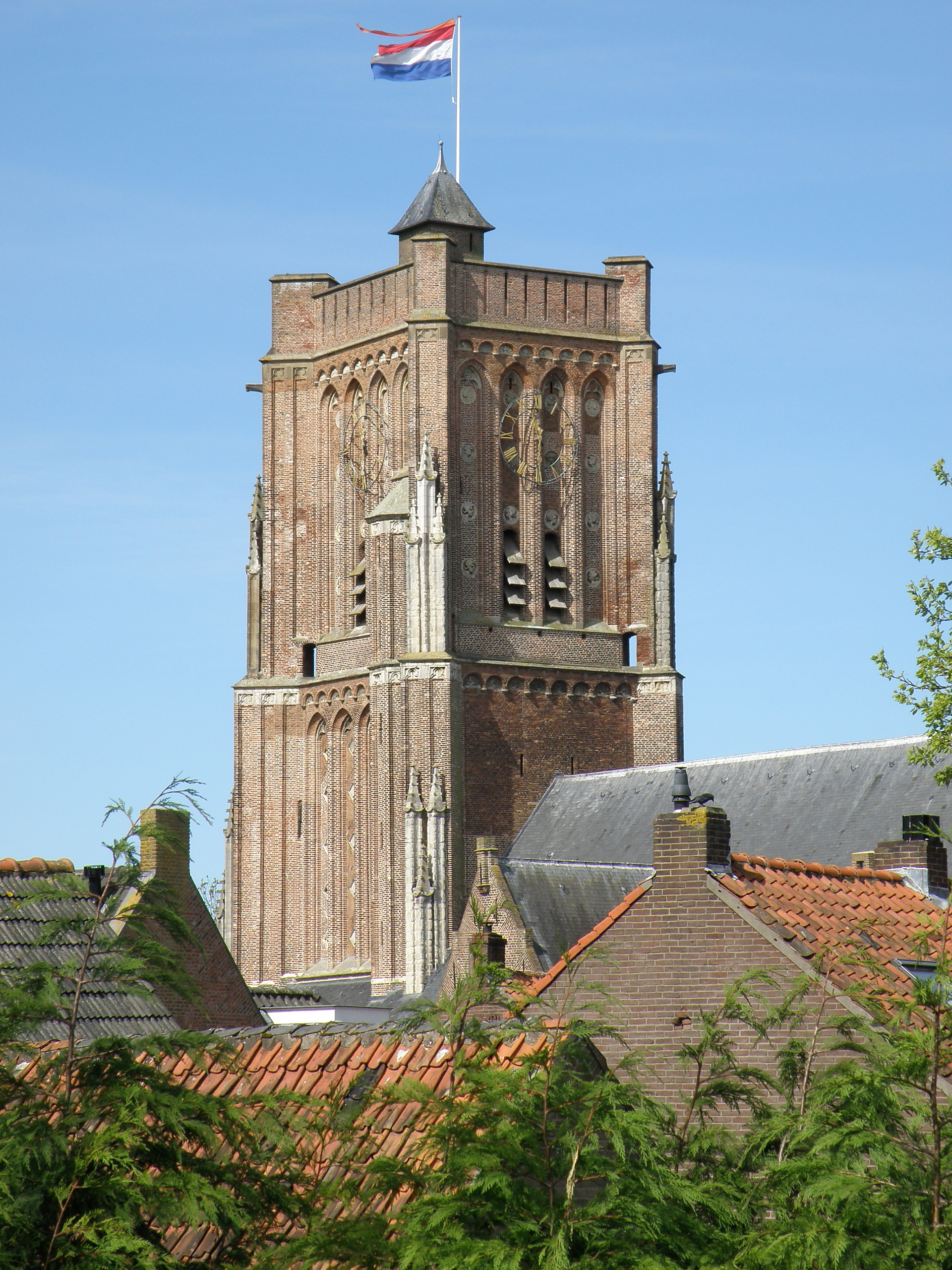
Toren van de Sint-Martinuskerk

Het oude deel van Woudrichem is als historische vestingstad  in zijn geheel bezienswaardig is en is erkend als  beschermd dorpsgebied. De belangrijkste monumenten zijn:
- Gotische Martinuskerk in het oude centrum, waarvan de rijk gebeeldhouwde vierkante toren de bijnaam Mosterdpot draagt.
- Johannes Nepomukkerk, een waterstaatskerk uit 1838, aan de Vissersdijk.
- Gevangenpoort, uit omstreeks 1580.
- Standbeeld van Jacoba van Beieren
- Stellingmolen Nooit Gedagt, in gebruik als korenmolen, herbouwd in 1990-1996.
- Vestingwerken volgens het Oud-Nederlands vestingstelsel, uit 1580 en later.
- Diverse 19e-eeuwse militaire magazijnen en twee arsenalen uit 1851.
- Het Oude Raadhuis, een gebouw met zadeldak tussen trapgevels, aan Hoogstraat 47. De voorgevel draagt het jaartal 1592. Het gebouw werd gerestaureerd in 1957.
- Diverse woonhuizen, waaronder een aantal woningen met een Dordtse gevel zoals In de Salamander (1609), In den gulden Engel (1593), In 't Hert (1601) en In den vergulden Helm (1601). Huis Jacoba van Beieren in de Molenstraat 6-8. Ook een gevelsteen met het rijm: Die tidt is cort, Die doot is snel, Wacht u van sonden, So doet ghy wel. De meeste van deze huizen bevinden zich aan de Hoogstraat en de Kerkstraat.
- Hardstenen dorpspomp aan de Hoogstraat.

## Musea
- Visserijmuseum Woudrichem, in het Arsenaal.

## Economie
Vanouds was de zoetwatervisserij (zalm, elft, fint) een belangrijke tak van bedrijvigheid. Niet alleen het wapen van Woudrichem, maar ook dat van het omringende Land van Altena draagt twee zalmen. In 1875 nog werd de vooruitgang in den toestand der behoeftige klasse toegeschreven aan den verbeterden vischvangst. In de jaren 50 van de 20e eeuw verdween deze broodwinning door vervuiling van de rivieren. Voorts was er landbouw (aardappelen, suikerbieten, haver, rogge) en melkveehouderij. Ook was er tuinbouw (appelen, peren, aardbeien, groenten). Industriële bedrijvigheid beperkte zich tot de traditionele ambachten en een enkele mandenmakerswerkplaats.
Uit de visserij kwam de visconservenindustrie voort: Omstreeks 1920 startte de firma Wijnbelt & Co als zoetwatervishandel en eind jaren 30 van de 20e eeuw begon dit bedrijf de visconservenfabriek Wylax International B.V.. Later werd dit een onderdeel van het Britse Linton Park plc. Per 2020 is de fabriek definitief gesloten.
Vanaf 1970 zou het toerisme een toenemende plaats innemen, vanwege het inmiddels gerestaureerde historische vestingstadje en de watersport.

### Winkelen
Weekmarkt is er op 't Rond op donderdagmiddag van 13:00 tot en met 17:00 uur.

## Natuur en landschap
Woudrichem ligt juist daar waar de Afgedamde Maas samen met de Waal overgaat in de Boven-Merwede, die westwaarts stroomt richting de Biesbosch en Dordrecht. Dankzij deze rivieren zijn er enkele natuurgebieden in de nabijheid van het stadje. Aan de overzijde van de Afgedamde Maas, bereikbaar via voetveer, staat het het Slot Loevestein. Rondom het slot, in de landpunt tussen Maas en Waal, is het Munnikenland, een natuurgebied van Staatsbosbeheer bestaande uit uiterwaarden met grote grazers. Loevestein en het Munnikenland behoren formeel tot de Gelderse woonplaats Poederoijen, enkele kilometers verderop.
Ten westen van Woudrichem bevindt zich het natuurgebied Groesplaat, bestaande uit de delen Sleeuwijkerwaard en Het Gors. Het betreft uiterwaarden en stroomruggen langs de Boven-Merwede. Ten zuiden van Woudrichem bevindt zich grootschalig landbouwgebied, in de jaren 60 van de 20e eeuw ontstaan door ruilverkaveling. Hier vindt men ook het particulier landgoed Uitwijkse Veld.

## Verkeer en vervoer
Woudrichem is bereikbaar vanaf de A27 en de N322.
Per openbaar vervoer is Woudrichem bereikbaar met buslijn 181 ('s-Hertogenbosch - Gorinchem) van Arriva. Met buurtbuslijn 221 is zowel Almkerk als Sleeuwijk te bereiken.
Er is een veerverbinding tussen Gorinchem en Woudrichem en ook naar Slot Loevestein.

## Wetenswaardigheden
- Van 1937 tot 1940 was de middelbare zonnetijd van Woudrichem tevens de landelijke klokketijd, aangezien Woudrichem precies op 5 graden oosterlengte ligt. Hierdoor was het tijdsverschil met veel andere landen een rond aantal minuten.[7]
- Op 9 januari 1978 werd de nachtrust van de inwoners van Woudrichem verstoord, toen een VPRO-nachtradioprogramma van Willem de Ridder een soort van spooktocht per auto naar Slot Loevestein organiseerde. Op alle mogelijke manieren probeerden fanatieke luisteraars aan de overkant van het water te raken tussen Woudrichem en het slot. Roeibootjes werden gestolen, en verkeersborden werden vernield om als roeispanen te gebruiken.
- Op 18 november 2000 meerde Sinterklaas hier aan met de Pakjesboot 12 tijdens zijn landelijke intocht.
- In 2007 bezocht koningin Beatrix Woudrichem tijdens Koninginnedag, naast 's-Hertogenbosch.
- In april 2008 vormde Woudrichem het decor voor een groot aantal scènes voor de film Oorlogswinter, die in december 2008 is verschenen. Met name rond de Martinuskerk en de aangrenzende straten is veel gefilmd, en in de kerktuin werd de executie van Michiels vader verfilmd.
- Woudrichem is de plaats waar het televisieprogramma Dokter Tinus van SBS6 werd opgenomen; in de serie wordt de plaats Wourkem genoemd. Bijna net zoals de echte Woerkummers het in hun dialect noemen: Woerkum.
- Tijdens de carnavalsperiode wonen de Woerkummers echter in het (ut) Mosterdgat.